# Dr. Nicholson og den blaa Diamant
Dr. Nicholson og den blaa Diamant er en dansk stum kriminalfilm fra 1913 produceret af Kinografen efter manuskript af Mogens Falck. Filmen blev efterfulgt af Den farlige Haand i 1915, ligeledes med Holger Reenberg i rollen som Dr. Nicholson.
Filmen havde dansk premiere den 17. juli 1913 i Kinografens egen biograf på Frederiksberggade i København.

## Handling
Den mystiske, vandpiberygende Dr. Nicholson skyr ingen midler, da han øjner chancen for at få fingrene i den værdifulde ’blå diamant’. En rigmandsdatter, en fattig fransk greve, et proformaægteskab, bombetrusler- og eksplosioner, kidnapning og kokainrus er blot nogle af de komponenter, der indgår i Nicholsons indædte kamp for at erhverve sig den dyrebare ædelsten.

## Medvirkende
- Anton de Verdier - Grev Jules de Barton
- Edith Buemann Psilander - Miss Alice
- Holger Reenberg - Dr. Nicholson
- Axel Christensen - Detektiv
- Viggo Wiehe - 1. morder
- Sophus Erhardt - Den trofaste sagfører